# St. Agatha (Maitenbeth)

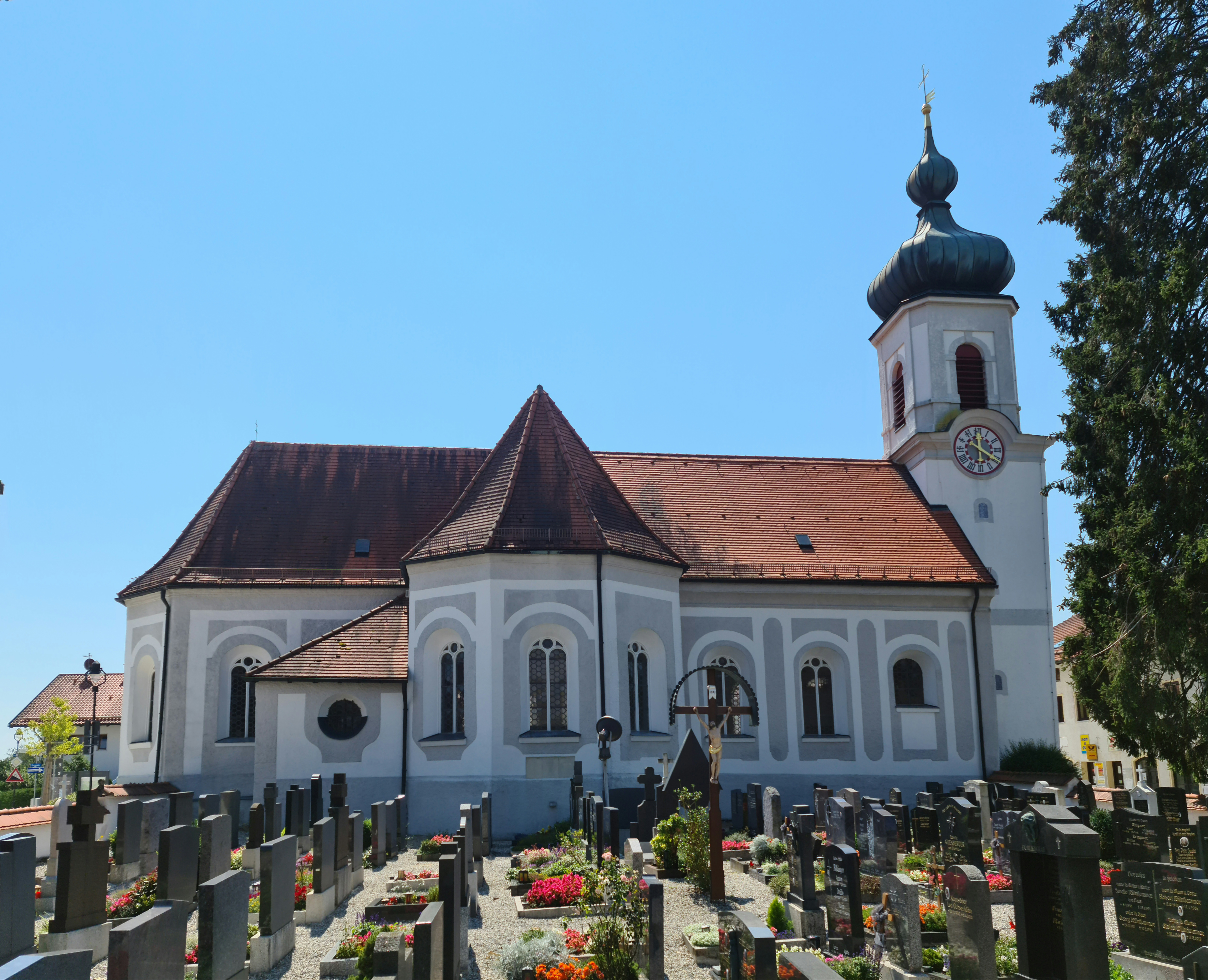
St. Agatha in Maitenbeth

Innenraum

Die römisch-katholische Pfarrkirche St. Agatha steht in Maitenbeth, einer Gemeinde im oberbayerischen Landkreis Mühldorf am Inn. Sie ist in der Liste der Baudenkmäler in Maitenbeth als Baudenkmal unter der Nr. D-1-83-126-3 eingetragen. Die Kirche gehört zum Dekanat Mühldorf im Erzbistum München und Freising.

## Beschreibung
Die barocke Wandpfeilerkirche wurde um 1670/80 errichtet. Sie besteht aus dem Langhaus, dem eingezogenen, dreiseitig geschlossenen Chor im Osten und dem Kirchturm im Westen, bei denen Teile des gotischen Vorgängerbaus aus dem 15. Jahrhundert verwendet wurden. Durch Einfügen zweier querschiffsartiger Kapellen zwischen Langhaus und Chor wurde das Bauwerk am Anfang des 18. Jahrhunderts zur barocken Kreuzkirche erweitert. Der um 1670/80 um ein Geschoss mit abgeschrägten Ecken erhöhte Kirchturm enthält den Glockenstuhl mit vier Glocken und ist mit einer Welschen Haube bedeckt. 
Der Innenraum des Langhauses ist mit einem Stichkappengewölbe überspannt, der des Chors mit einem Kreuzgewölbe. Die Orgel auf der Empore wurde 1990 von Anton Staller erbaut. Sie hat 13 Register, verteilt auf zwei Manuale und Pedal.